# Eilema albicostata
Eilema albicostata är en fjärilsart som beskrevs av George Francis Hampson 1901. Eilema albicostata ingår i släktet Eilema och familjen björnspinnare. Inga underarter finns listade i Catalogue of Life.